# Коген
Когени, Коени (івр. כֹּהֵן, мн. івр. כֹּהֲנִים, в  Септуагінті  ιερευς, звідси «ієрей») — священнослужителі в юдаїзмі, які належать до нащадків роду Аарона (ааронітів). Коени виконували священнослужіння спочатку у Скинії, а згодом у  Єрусалимському храмі. Статус когена передається у спадок по батьківській лінії, за умови дотримання низки певних обмежень.
Цей термін у Біблії застосовується також і до жерців язичницьких культів.

## Походження коенів
Через рік після Виходу з Єгипту було завершено спорудження Скінії. Скинія була покликана відігравати важливу роль у здійсненні покладеного на синів Ізраїлю місії, яка включала встановлення форм служіння Єдиному Богу. Серед дванадцяти колін в П'ятикнижжі особливо виділено коліно Леві (з якого відносились і Мойсей з Аароном) як найбільш гідне і богобоязливе. Так, наприклад, Мойсей проголошує Левитів воїнством віри, яке карає відступників мечем.
За велінням Бога, Левити в Скінії повинні були виконувати допоміжні функції. У той час, як само священнослужіння — жертвопринесення, куріння фіміаму, благословення народу та інше — заповідано виконувати Аарону і його синам. Вони та їхні нащадки стають священиками ізраїльтян — Коен. Для них та їх роду священство відтепер стало «статутом вічним».
З числа Коенів вибирався Первосвященик (коен гадоль), який раз у році в Йом Кіпур входив в Свята святих (Кодеш га-Кодашім), де зберігався Ковчег Завіту.

## Обмеження і приписи Коенів
Обов'язки Коенів служити Всевишньому в Храмі, який носить назву «Будинку Святості» ( Бейт ха-Мікдаш), накладають на них ряд особливих обмежень.
| " | І сказав Господь до Мойсея: Говори до священиків, Ааронових синів, і скажи їм: нехай не занечиститься [дотиком] до померлого серед свого народу тільки до ближнього родича свого <...> можна йому [доторкатися], що не опоганюючи себе; <...> Вони повинні бути святі Богу своєму і не збезчестять імені Бога свого, бо вони приносять жертви Господу <...> Вони не повинні брати за себе блудницю і збезчещеної, не повинні брати і жінки, вигнаної від чоловіка свого , бо святий Богу своєму. Освятиш його, бо він приносить хліб Бога твого, буде він у тебе святий, бо святий Я, Господь, що освячує вас. ( Лев 21:1 -8) | " |

- Коени не повинні оскверняти себе дотиком до померлих (за винятком найближчих родичів) і вони повинні уникати навіть перебування під одним дахом з мертвим тілом. Коенам також слід уникати відвідування кладовищ.
- Наявність ряду перерахованих в  П'ятикнижжі тілесних дефектів позбавляє Коена права здійснювати жертвопринесення в Храмі.
- Під страхом духовного винищення (карет) Коену заборонен оскверняти себе дотиком до нечистоти або ураженого ритуально нечистою недугою, заборонено їсти «від святинь Ізраїлевих».

Закон Тори забороняє Коену брати в дружини наступних жінок:
- Халала — дочка Коена, народжену від забороненого для її батька шлюбу, — наприклад, від союзу Коена з блудницею або розведеної;
- Зона — блудницю, під цю категорію підпадають також жінки, що мали заборонені зв'язки поза шлюбом;
- Гійорет — жінку, яка прийняла юдаїзм. Коен може одружитися лише на єврейці за народженням;
- Груша — розведену.

Первосвященику ( Коен Гадоль) забороняється брати в дружини і вдову.
Ці закони не втратили свою актуальність і донині. Чистота і святість священика правіше чистоти і святості інших людей. Тому Тора вимагає, щоб дружиною його була та жінка, чиє походження і минуле не мають вади, щоб не відволікати його від святого завдання. Якщо коен брав у дружини жінку, шлюб з якою був для нього заборонений, то бейт дін примушував його розлучитися з нею.
Розведена або овдовіла бездітна дочка Коена повинна була повернутися в дім батька; розпуста дочки Коена розглядається Торою як виключно важкий проступок і карається смертю [джерело?].

## Коени сьогодні
Після руйнування  Єрусалимського храму Коени втратили більшість своїх функцій, крім участі в благословенні Коенами народу (Ааронове благословення) під час щоденної молитви в Ізраїлі (у деяких сефардскіх синагогах поза Ізраїлю це також практикується), і під час додаткової молитви Мусаф в діаспорі, а також здійснення обряду  викупу первістка. При читанні  Свитка Тори в  синагозі коен викликається першим.
У деяких єврейських громадах Коени зникли або перестали відігравати помітну роль у релігійному ритуалі. Відсутність Коенів в громадах  прозелітів історично пояснити: окремі групи курдських євреїв, гірські євреї, почасти грузинські євреї шукають цьому пояснення в переказі про своє походження від  зниклих ізраїльських колін; громада  Бней-Ісраель — в тому, що в групі їх предків, які втекли з Ерец-Ісраель, просто не виявилося Коенів, а євреї Хаббана — у своєму походженні від однієї родини, чий рід І не сходив до  коліну Леві.
Реформістський юдаїзм не визнає особливий статус Коена.

## Визначення належності до Коенів
На походження від Коенів можуть вказувати такі єврейські прізвища, як Кац, Кохен, Кахана, Каган, Коган, Коген, Канер, Кан, Кон, Кун, Зах, Мол, Зак і їх різні модифікації — Каганер, Каганович, Каганський, Кагановський, Каценельсон, Молокович, Молоковський та інші.
Прізвище Азулай в середовищі марокканських євреїв і ізраїльтян, вихідців з Марокко, також може вказувати на походження від Коенів (анаграма слів Тори іша зона вехалала ло ікаху, тобто Шаблон:§2).

## Інші значення
Слово «коген» використовується в деяких місцях ТаНаХу для позначення просто благородних людей, а також відносно Малкі Цедека.

## Див.також
- Рабин
- Каган (прізвище)
- Каган (титул)